# Azul Linhas Aéreas Brasileiras
Azul Linhas Aéreas Brasileiras es una compañía brasileña de aviación comercial, con sede en el municipio de Barueri en el Estado de São Paulo. Pertenece al empresario estadounidense, nacido en São Paulo, David Neeleman, que también es el fundador de JetBlue, la aerolínea tiene sus bases principales en Aeropuerto Internacional de Campinas  y Aeropuerto Internacional de Belo Horizonte Confins.

## Historia
Azul entró en operación el 15 de diciembre de 2008.
En agosto de 2009 la compañía lanzó una unidad que se utiliza para el transporte de carga, la Blue Cargo, cuyo transporte se realizará en el mismo avión utilizado para el transporte de pasajeros pero que, en el futuro, operaría con aviones Boeing 737 y 757.
En diciembre de 2009, un año después de haber iniciado operaciones, la aerolínea Azul ocupa el cuarto lugar según la participación de mercado de las empresas aéreas en el mercado doméstico, con una participación del 4,16%, superando a la Avianca Brasil (2,54%) y ligeramente por debajo de Webjet (4,46%). La líder en el mercado doméstico es TAM con una participación de 45,6%. En 2009 Azul alcanzó el mayor factor de carga en el mercado doméstico brasileño, con un factor de carga promedio de 79,71%, un logro que alcanzó desde marzo de 2009, con un factor promedio del 85%. El desempeño de Azul en 2009 también le permitió convertirse en la primera línea aérea del mundo en transportar más de 2 millones de pasajeros durante su primero año de operación.
El 28 de mayo de 2012 fue anunciada la fusión de la compañía con TRIP Linhas Aéreas. En la práctica, se aprueba una transacción, y TRIP Linhas Aéreas dejará de existir, heredando Azul todas las aeronaves y rutas de la empresa en una sola marca.
Estaba previsto que hasta 2013 la compañía debería prestar servicio a las principales ciudades de Brasil, con una flota de 76 jets de la Embraer, modelos 190 y 195. Con ese propósito fue anunciado el encargo firme de 36 aeronaves, 20 con opción de compra y otras 20 con derecho de compra futura.

### Nombre de la compañía

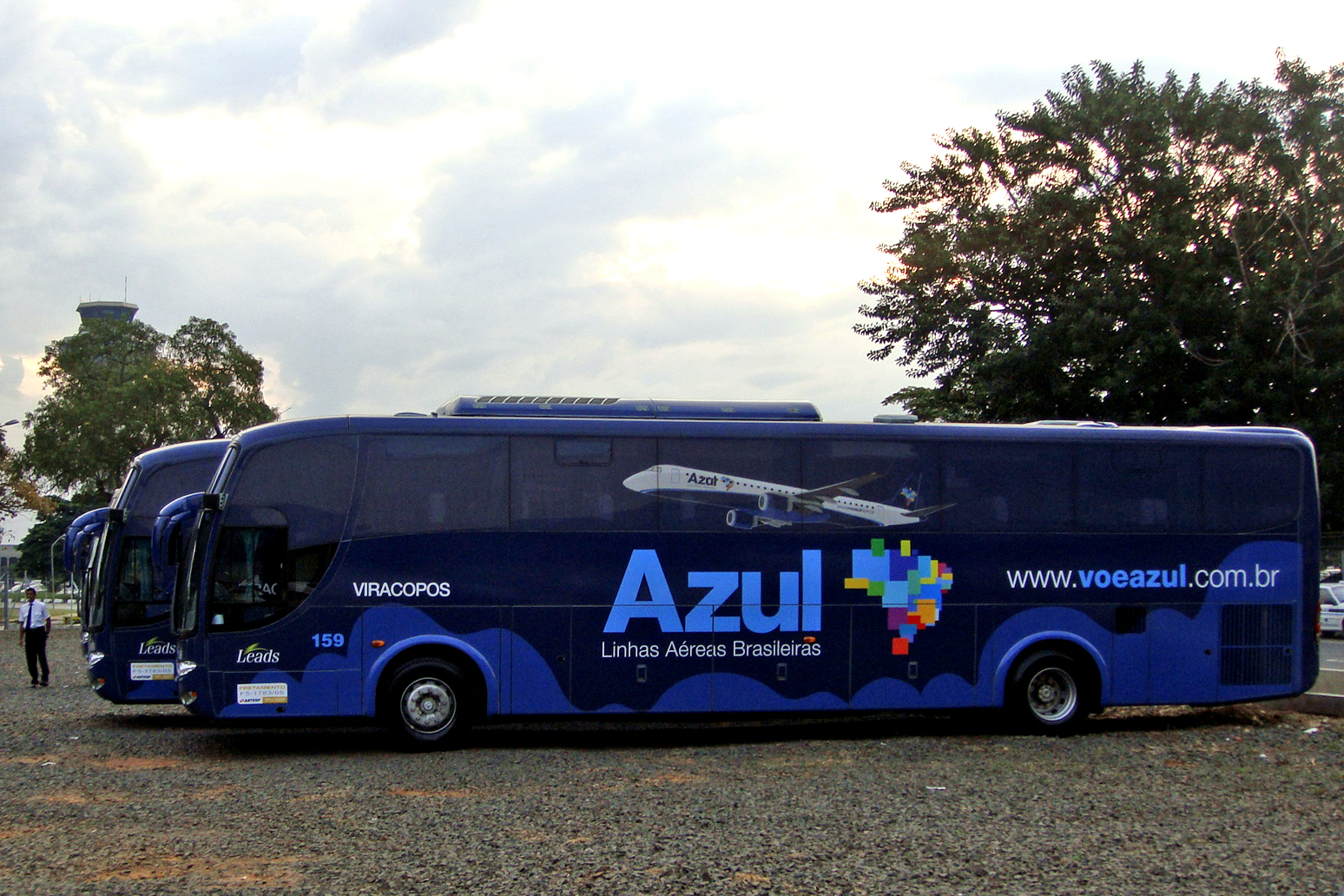
Una flota de autobuses presta servicio gratuito desde ciudades vecinas para alimentar el hub de Azul.

El nombre de la compañía aérea fue escogido a través de un concurso público vía internet, denominado "Usted Escoge" (Portugués: "Você Escolhe"), que duró 30 días con la participación de más de cien mil de personas. En la segunda fase disputada entre 10 nombres, Samba fue la opción ligeramente más votada, sin embargo los ejecutivos y el propietario de la empresa optaron por el nombre Azul. La disputa fue tan ardua entre los dos nombres finalistas, que la empresa decidió otorgar el premio ofrecido, un pasaje vitalicio, tanto al internauta que propuso primero el nombre Azul como al que propuso el nombre Samba. Los dos ganadores van a poder viajar gratis con un acompañante por toda la vida. Otros 2.000 participantes fueron premiados con viajes gratis durante el año 2009.

## Flota

### Flota Actual
La flota de la compañía se compone de aviones de Embraer, modelos 190 y 195, con 106 y 118 asientos respectivamente. Antes de Azul, el propio David Neeleman ya había tenido una buena experiencia con este avión en JetBlue, "siendo su cliente de lanzamiento" para este avión. Porque solo tiene cuatro asientos por fila y el espacio para las piernas aumenta, el Embraer 190 y 195 tienen nivel de confort diferentes para los pasajeros, en comparación con los aviones competidores de TAM, Gol y Avianca. A mediados de julio de 2010, la compañía anunció la negociación de avión italo-francés ATR para iniciar las rutas regionales de menor demanda para el interior del país. Inicialmente, la compañía compró 20 nuevos aviones modelo 72-600 con una opción para otros 20 más adelante. Los planes de la compañía para el uso de estos nuevos aviones es para complementar la operación de sus Embraer, actuando fuera de las ciudades más solicitadas dentro de un radio de hasta 800 km. Los modelos son similares a los de viaje ya con la diferencia de ser más moderno. El Azul optó por el ATR, debido a la ventaja de ser barato y operar en pistas cortas y dañadas.
La flota de la aerolínea posee a marzo de 2025 una edad media de 8,1 años.